# FK Etar Weliko Tarnowo
Der FK Etar (bulgarisch футболен клуб Етър) war ein bulgarischer Fußballverein aus der Stadt Weliko Tarnowo. Der Spitzname des Vereins ist „die Bojaren“ und „die Veilchen“, wegen ihrer violetten Trikotfarben.

## Geschichte
Der Klub wurde 1924 aus einem Zusammenschluss der Vereine Mladezhkij SK, Slava Tarnowo, Feniks Tarnowo und Viktoriya Tarnowo gegründet. 1990/91 wurde Etar Tarnowo Bulgarischer Meister und nahm in der folgenden Saison am Europapokal der Landesmeister teil. Dort schied man in der 1. Runde gegen den 1. FC Kaiserslautern aus.
2003 wurde der Verein aufgelöst.

## Erfolge
- Bulgarischer Meister: 1991
- Sieger Ligapokal: 1994/95
- Finalist Balkanpokal: 1992/93

## Vereinsänderungen
- 1924 – Etar Weliko Tarnowo
- 1946 – Trapesiza Weliko Tarnowo
- 1948 – Udarnik Weliko Tarnowo
- 1950 – Tscherweno sname Weliko Tarnowo
- 1952 – Spartak Weliko Tarnowo
- 1954 – DNA Weliko Tarnowo
- 1957 – DFS Etar Weliko Tarnowo
- 1986 – FK Etar Weliko Tarnowo
- 2003 – Auflösung

## Europapokalbilanz
| Saison  | Wettbewerb                    | Runde        | Gegner                | Gesamt | Hin     | Rück    |
| ------- | ----------------------------- | ------------ | --------------------- | ------ | ------- | ------- |
| 1974/75 | UEFA-Pokal                    | 1. Runde     | Inter Mailand         | 0:3    | 0:0 (H) | 0:3 (A) |
| 1991/92 | Europapokal der Landesmeister | 1. Runde     | 1. FC Kaiserslautern  | 1:3    | 0:2 (A) | 1:1 (H) |
| 1995    | UEFA Intertoto Cup            | Gruppenphase | Ceahlăul Piatra Neamț | 0:2    | 0:2 (A) |         |
| 1995    | UEFA Intertoto Cup            | Gruppenphase | FC Boby Brünn         | 3:2    | 3:2 (H) |         |
| 1995    | UEFA Intertoto Cup            | Gruppenphase | FC Groningen          | 0:3    | 0:3 (A) |         |
| 1995    | UEFA Intertoto Cup            | Gruppenphase | KSK Beveren           | 1:2    | 1:2 (H) |         |

Gesamtbilanz: 8 Spiele, 1 Sieg, 2 Unentschieden, 5 Niederlagen, 5:15 Tore (Tordifferenz −10)

## Spieler
- Krassimir Balakow (1982–1990)
- Trifon Iwanow (1983–1988)
- Todor Kolew (1998–1999)